# ولاد عساس (سوق الطلبة الجنوبية)
ولاد عساس هو دُوَّار يقع بجماعة سوق الطلبة، إقليم العرائش، جهة طنجة تطوان الحسيمة في المملكة المغربية. ينتمي الدوّار لمشيخة سوق الطلبة الجنوبية التي تضم 26 دوار. يقدر عدد سكانه بـ 114 نسمة حسب الإحصاء الرسمي للسكان والسكنى لسنة 2004.

## روابط خارجية
- البوابة الوطنية للجماعات الترابية
- المندوبية السامية للتخطيط